# Carlos Silva Valente
Carlos Alberto Silva Valente (Setúbal, 25 luglio 1948 – 20 giugno 2024) è stato un arbitro di calcio portoghese.

## Carriera
Fu selezionato per il Campionato mondiale di calcio 1986 e per il Campionato mondiale di calcio 1990, arbitrando il quarto di finale Italia-Irlanda.